# Chiré-en-Montreuil
Chiré-en-Montreuil ist eine französische Gemeinde mit 923 Einwohnern (Stand: 1. Januar 2022) im Département Vienne in der Region Nouvelle-Aquitaine (vor 2016: Poitou-Charentes); sie gehört zum Arrondissement Poitiers und zum Kanton Vouneuil-sous-Biard (bis 2015: Kanton Vouillé). Die Einwohner werden Chiréens genannt.

## Geographie
Chiré-en-Montreuil liegt etwa 19 Kilometer westnordwestlich vom Stadtzentrum von Poitiers am Fluss Auxance und seinem Zufluss Vendelogne. Umgeben wird Chiré-en-Montreuil von den Nachbargemeinden Maillé im Norden und Nordwesten, Frozes im Norden, Vouillé im Osten, Montreuil-Bonnin im Süden und Südosten, Latillé im Westen und Südwesten sowie Ayron im Westen und Nordwesten.

## Bevölkerungsentwicklung
| Jahr                      | 1962 | 1968 | 1975 | 1982 | 1990 | 1999 | 2006 | 2013 |
| Einwohner                 | 608  | 581  | 554  | 578  | 656  | 804  | 857  | 900  |
| Quelle: Cassini und INSEE |      |      |      |      |      |      |      |      |

## Sehenswürdigkeiten
- Kirche Saint-Jean-Baptiste von Chiré aus dem 12. Jahrhundert, seit 1942 Monument historique
- Reste der Burg von Chiré-en-Montreuil

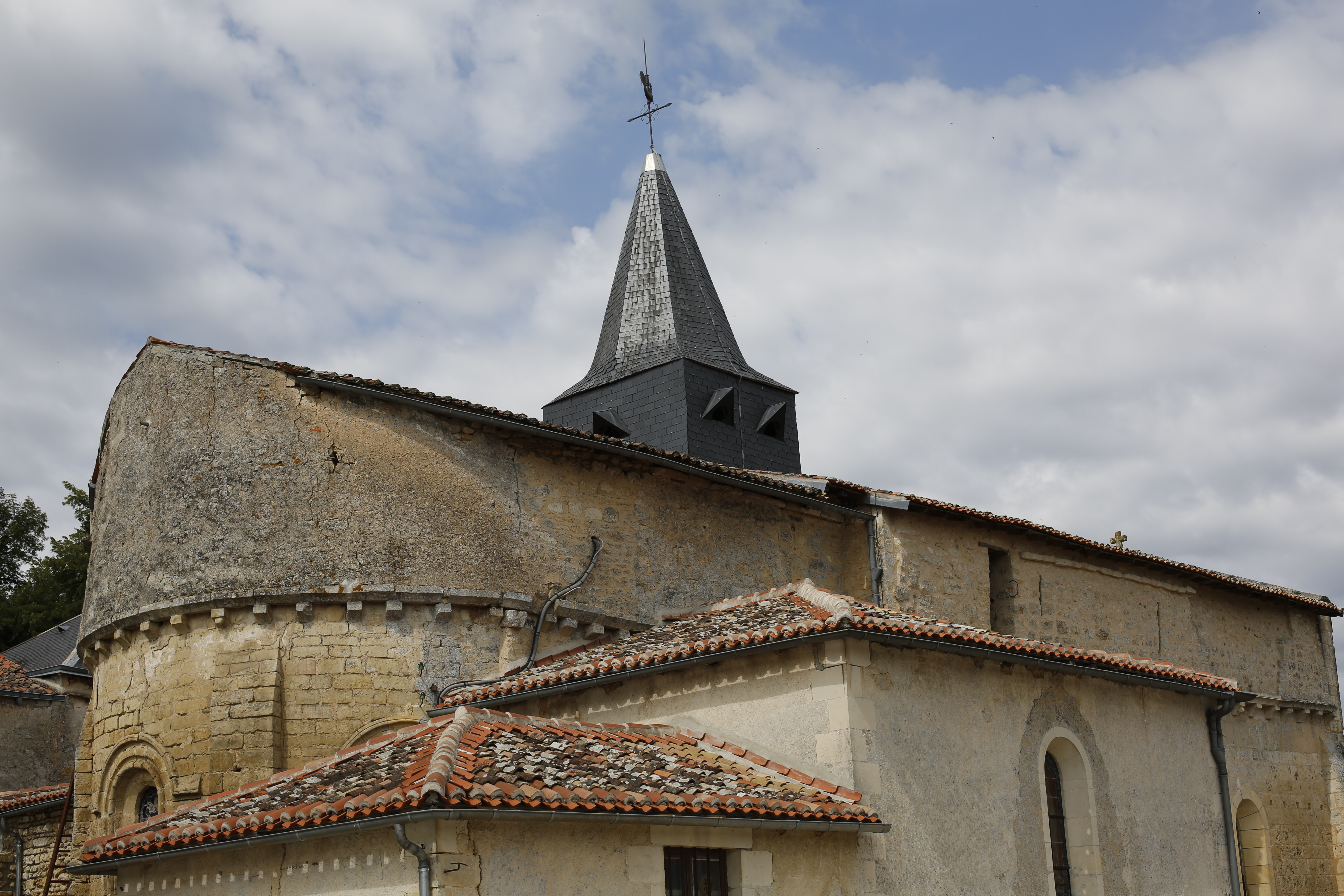
Kirche Saint-Jean-Baptiste
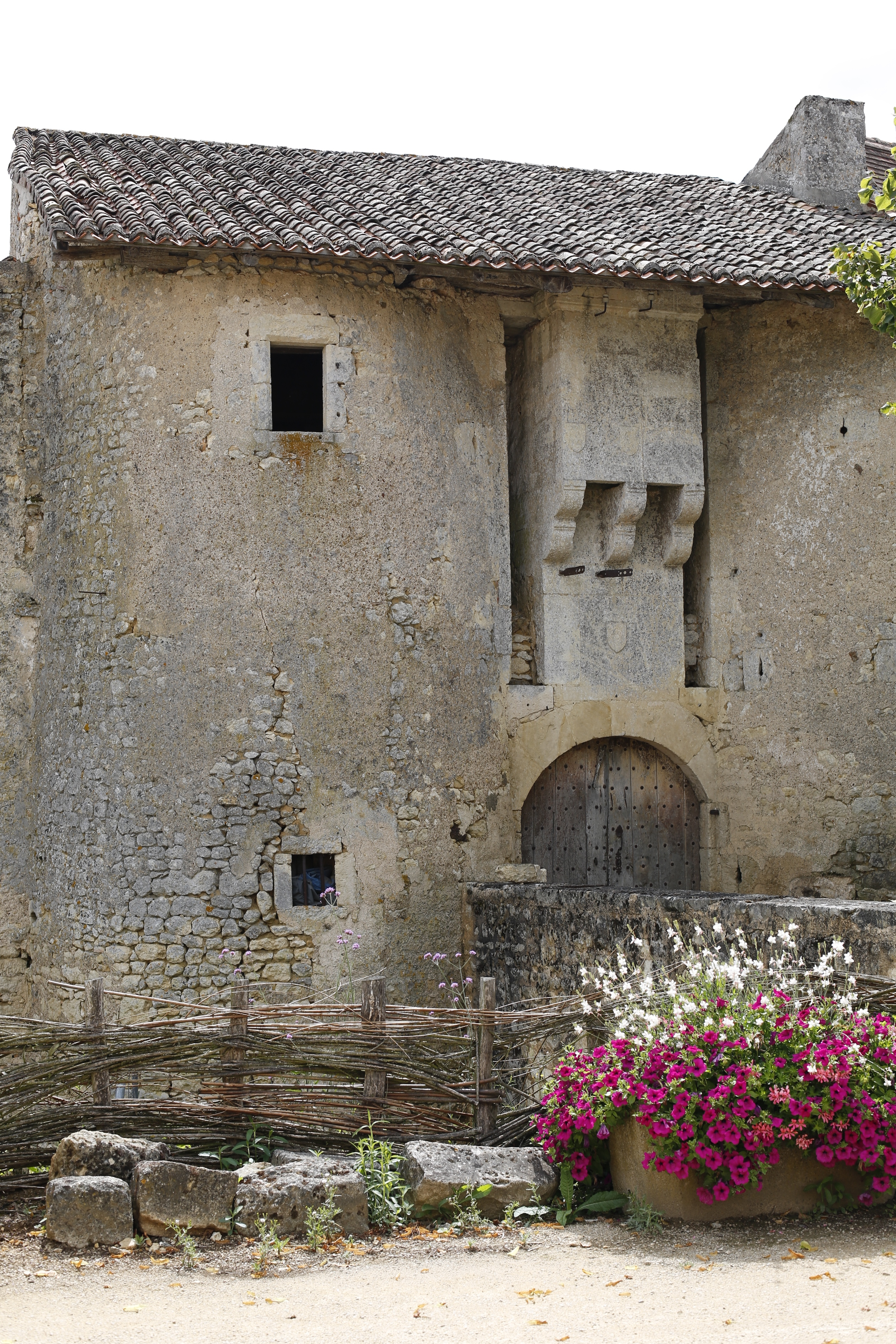
Burgreste von Chiré-en-Montreuil